# Boeing CH-47 Chinook
Боинг CH-47 «Чинук» (англ. Boeing CH-47 Chinook, CH — от Cargo Helicopter) — американский тяжёлый военно-транспортный вертолёт продольной схемы. Разработан на основе CH-46 и широко эксплуатируется с начала 1960-х годов. Сменил в Армии США вертолёт H-37, позже — и CH-54. Состоит на вооружении более 20 стран мира. Кроме США, производился с 1970 г. в Италии (более 200 вертолётов) и Японии (фирмой «Кавасаки» произведено 54 вертолёта).

## История

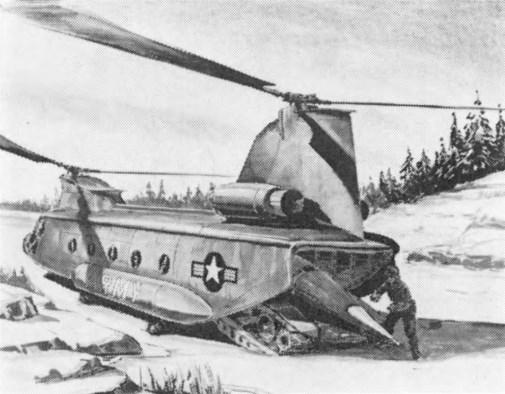
YHC-1B Chinook на стадии разработки

## Модификации

### Военные модификации
- СН-47А: базовый вариант.
- ACH-47A (Armored CH-47A): «ганшип», вариант с усиленным бронированием и вооружением.
- СН-47В: модификация с новыми двигателями и лопастями.
- СН-47С: модификация с новыми двигателями.
- CH-47D: модификация с целью увеличения ресурса, грузоподъёмности и иных характеристик. С 1993 года начата программа продления срока эксплуатации имеющихся CH-47D дополнительно на шесть лет[5]
- СН-47D International Chinook (Model 414—100): первая экспортная модификация CH-47D
- НС.Мк.1 и Мк.1В: вариант СН-47 для ВВС Англии
- MH-47D: вариант для спецопераций с возможностью дозаправки в полёте, системой десантирования путём спуска на тросе со спускового устройства роликового типа и другими обновлениями. Шесть вертолётов MH-47D преобразованы из CH-47A, шесть — из CH-47C[6].
- С/МН-47Е: многоцелевой вариант с увеличенной дальностью и дозаправкой в полёте, вооружением и новым оборудованием.
- CH-47F: развитие CH-47D с новыми двигателями, авионикой и планером.
- MH-47G: вариант для спецопераций на базе MH-47E с новой авионикой.
- HH-47: спасательная модификация MH-47G.
- СН-47J: вариант для Сил самообороны Японии.
- CH-47SD (Супер D): дальнейшая модернизация CH-47D, увеличенные топливные баки, улучшенное цифровое управление[7]

### Гражданские модификации
- Model 234LR (Long Range)
- Model 234ER (Extended Range)
- Model MLR (Multipurpose Long Range)
- Model 234UT (Utility Transport)
- Model 414

## Боевое применение

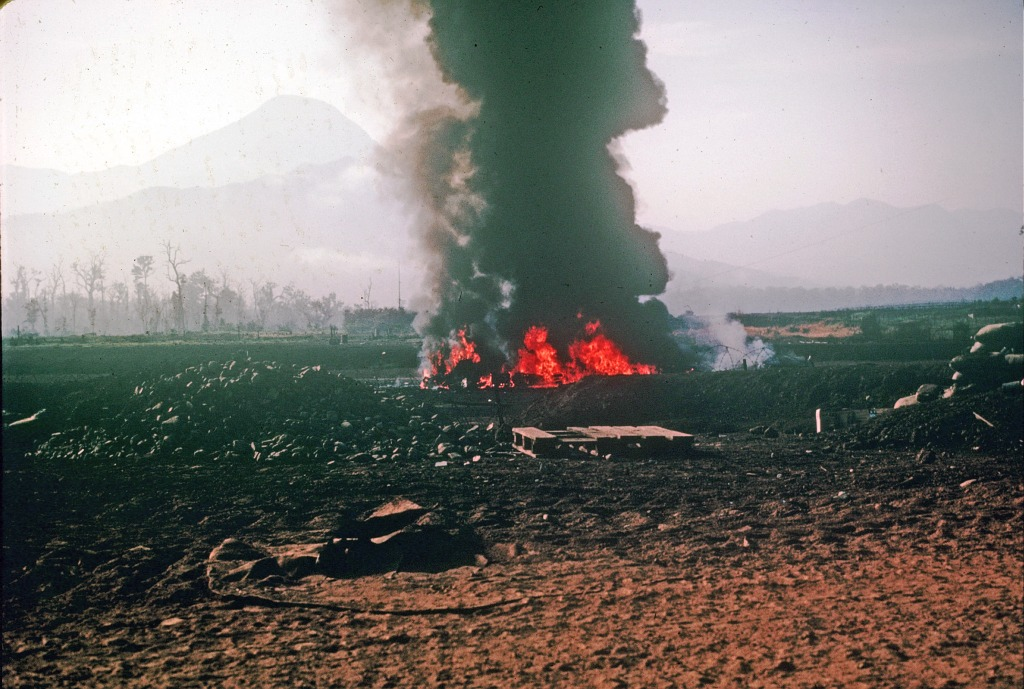
Сбитый американский CH-47 во время войны во Вьетнаме

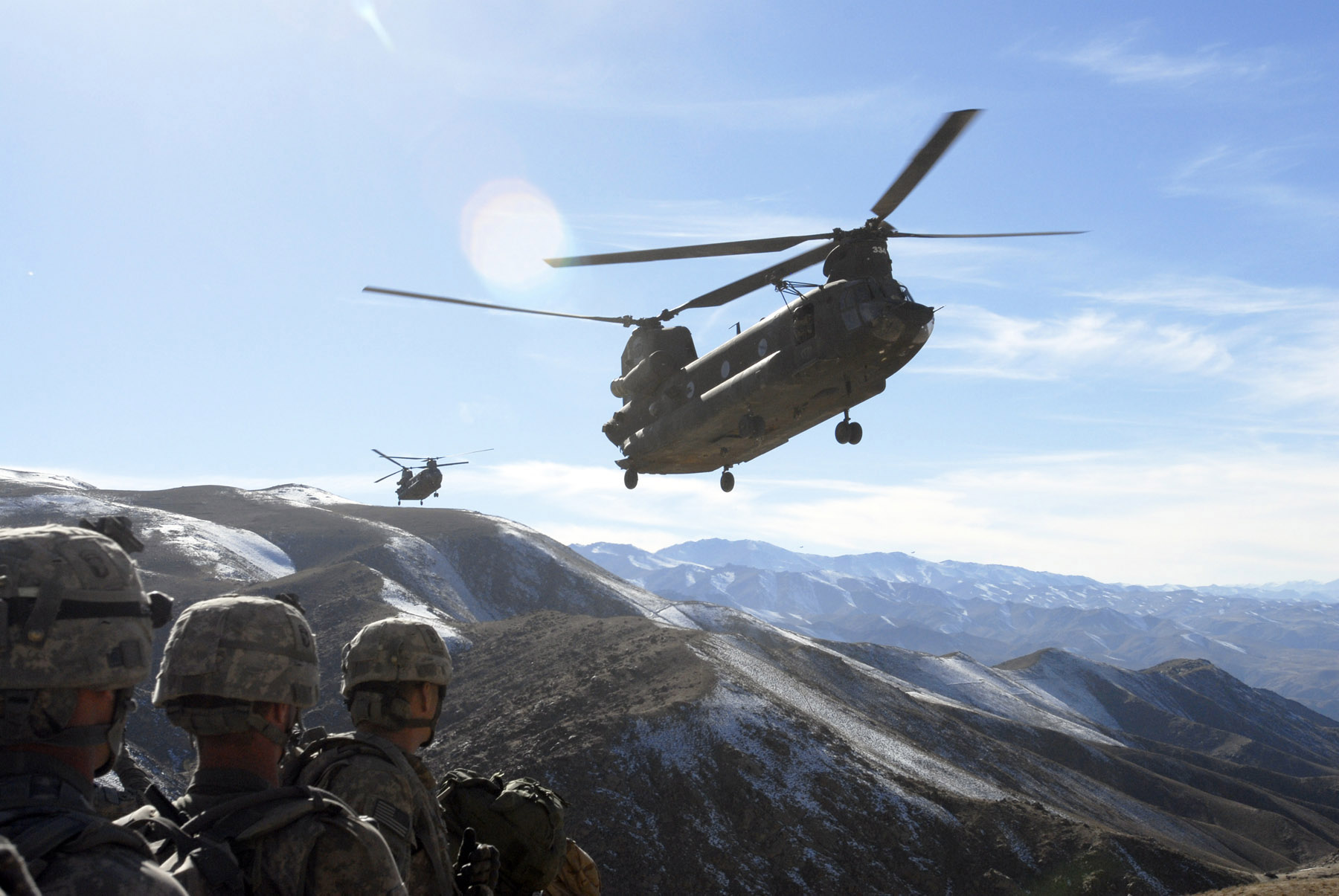
Американские CH-47 в Афганистане. 2008 год.

### США
Война во Вьетнаме
За время войны во Вьетнаме зарекомендовал себя наилучшим образом. Помимо транспортного назначения, применялся как постановщик дымовых завес, распылитель аэрозолей, эвакуатор подбитой и брошенной авиатехники. Также прошли войсковые испытания 4 единицы «летающей артиллерии» ACH-47A. Одним из самых известных примеров транспортного использования вертолётов CH-47 было снабжение американской базы артиллерийской огневой поддержки «Ripcord» в июле 1970 года во время операции «Техасская звезда». 18 июля один из вертолётов «Чинук» попал под обстрел 12,7-мм пулемёта северовьетнамцев, горящий вертолёт упал на расположение артиллерийской батареи B 2-го арт-дивизиона 319-й бригады США. В результате крушения одного вертолёта CH-47 была уничтожена вся артиллерийская батарея, были потеряны 6 105-мм орудий M102, 2 106-мм орудия M40, радар контрбатарейной борьбы AN/MPQ4-A, радиостанция AN/GRC-163, 2238 105-мм снарядов, бетонные бункеры были разрушены, 4 американца погибли и 13 ранены.
Всего США использовались 550 вертолётов CH-47A, совершено 2,6 млн вертолёто-вылетов с налётом 1182 тыс. часов, из которых 996 тыс. часов в боевых условиях, перевезено около 8,5 млн человек и 4,5 млн.т грузов, эвакуировано более тысячи летательных аппаратов общей стоимостью ~3 миллиарда долларов. Также, при эвакуации вьетнамских беженцев, был зарегистрирован своеобразный рекорд в перевозке живой силы: 147 человек с вещами.
70 таких вертолётов, начиная с 1972 года, получил Южный Вьетнам.
В ходе вьетнамской войны вертолёты CH-47 понесли большие потери, были потеряны сотни американских и южновьетнамских «Чинуков», например, в одной атаке 26 сентября 1969 на базу Ку Ши огнём противника было уничтожено 9 вертолётов CH-47 «Чинук» и ещё 5 было повреждено. В ходе всей войны только лишь США, по разным данным, потеряли от 170 до 200 CH-47, из них 136 из состава армии США и остальные из других подразделений. Южновьетнамцы получили от США не менее 70 вертолётов CH-47, все из которых были потеряны, причём 36 были захвачены противником в качестве трофеев.
После победы Северного Вьетнама, из захваченных вертолётов CH-47 «Чинук» в Кантхо был сформирован 937-й авиаполк военно-воздушных сил
Война в Персидском заливе
Активно использовались в ходе операций «Щит пустыни» и «Буря в пустыне», в которых отметились в нескольких инцидентах при транспортировке грузов. При перевозке с «Чинуков» выпали и разбились, либо были повреждены 2 артиллерийских орудия M102, 1 M198 и 1 бронеавтомобиль Humvee. Вдобавок, по меньшей мере 3 вертолёта CH-47 было потеряно в операциях, причём 1 из них был потерян и сгорел вместе с орудием M102, бронеавтомобилем Humvee и грузом снарядов.
Война в Афганистане
В афганской войне американцы столкнулись с угрозой РПГ-7, из-за которых они понесли потери. 28 июня 2005 года афганские моджахеды из РПГ-7 сбили «Чинук», все 16 американских солдат погибли. 6 августа 2011 года талибы из РПГ-7 сбили в провинции Вардак ещё один «Чинук», погибло 30 американских и 8 афганских солдат. Это была самая крупная единовременная потеря американских войск в Афганистане на тот момент.
25 июля 2012 года талибы из ПЗРК «Стингер», поставленного американцами ещё против советских вертолётов, подбили американский вертолёт CH-47 «Чинук».
Война в Ираке
За первые два года войны в Ираке с 2003 года боевые потери составили 14 вертолётов «Чинук», количество потерянных до 2011 года неизвестно.

### Италия
Применяла «Чинуки» в ходе войны в Афганистане и Ираке. 5 января 2014 года итальянский CH-47 получил повреждения от огня с земли в 30 км от города Шинданд.

### Иран
В 1972—1976 годах в Иран было поставлено 70 вертолётов CH-47C.
Разведка на советской границе
В 1978 году два иранских «Чинука» были сбиты советскими истребителями МиГ-23 на границе.
Война с Ираком
В конце марта 1980 года Иран отправил группу из 6 вертолётов CH-47C на приграничную с Ираком территорию. В ходе полёта один из «Чинуков» взорвался в воздухе по неизвестной причине. Был наложен временный запрет на использование вертолётов данного типа.
В сентябре 1980 года между Ираном и Ираком началась полномасштабная война. В ходе войны не менее семи — восьми CH-47 было сбито иракскими истребителями, два было угнано в Ирак и несколько разбилось. Ещё один был брошен и захвачен пытаясь уйти от вертолётов Ми-25. Один из трофейных иракских «Чинуков» с бортовым номером P-043 был перекрашен и использовался иракской стороной.
Зачастую потери «Чинуков» приводили к значительным жертвам иранской пехоты. Например, во время дневного вылета в операции «Хайбер» в 1984 году, иранский CH-47 был сбит иракским «МиГом», погибли все 33 десантника и весь экипаж. После этого случая всем иранским пилотам вертолётов запретили летать в светлое время суток.
Перед началом войны у Ирана имелось почти 100 вертолётов «Чинук», вдобавок, несколько десятков вертолётов было поставлено в ходе войны. В конце войны на вооружении Ирана осталось 37 «Чинуков» в целом состоянии, ещё 9 в повреждённом. Из 9 повреждённых, 4 пришлось списать из за невозможности отремонтировать боевые повреждения, 5 других были восстановлены. Суммируя это даёт 42 вертолёта CH-47, оставшихся у Ирана после войны.
Борьба с афганским наркотрафиком
Иранские «Чинуки» использовались в операциях против афганских наркоторговцев, массово проникавших через границу.
6 мая 2001 года в районе приграничного с Афганистаном города Торбете-Хейдерие, потерпел крушение иранский вертолёт CH-47C, участвующий в боевой операции, погибло 5 из 18 человек находившихся на борту.

### Фолклендская война
Применялись Аргентиной (2 CH-47C, 2 CH-47) и Великобританией (4 HC.Mk1) в войне за Фолклендские острова. Три британских Chinook HC.Mk1 были уничтожены, когда перевозящий их корабль был потоплен ракетами аргентинского самолёта «Супер Этандар», таким образом почти всю войну действия британского соединения обеспечивал единственный HC.Mk1 серийный ZA718, код — Bravo November. Экипаж выполнял до 15 вылетов в сутки, за 3 недели налетал 109 лётных часов, перевёз 2150 человек и более 550 тонн вооружения и боеприпасов. В свою очередь, один аргентинский CH-47 был уничтожен на земле британским «Харриером», ещё один был захвачен.

### Война в Чаде
В 1988 году CH-47 американской армии участвовал в эвакуации вертолёта Ми-24, брошенного ливийской армией в пустыне во время войны в Чаде. С вертолётом на внешней подвеске «Чинук» ночью в условиях песчаной бури преодолел расстояние в 900 км с одной дозаправкой в воздухе.

## Угоны
27 июля 1985 года вертолёт CH-47 ВВС Ирана, в ходе ирано-иракской войны, был угнан в Ирак, экипаж состоял из трёх человек.
30 марта 1987 года вертолёт CH-47C (б/н LC-015) ВВС Ливии был угнан в Египет, экипаж состоял из трёх человек, включая командира подполковника Мустафа аль-Тахер Караза.

## Аварии и катастрофы
- 11 сентября 1982 года на авиашоу в Мангейме (Германия) разбился американский CH-47C (серийный номер 74-22292), несущий парашютистов. Погибли 46 человек. Причиной стала блокировка смазки подшипников трансмиссии из-за накопления измельчённой скорлупы грецкого ореха, использовавшейся для чистки механизмов[42].
- 6 ноября 1986 года британский «Чинук» компании British International Helicopters[англ.], возвращаясь с платформы месторождения Брент в Северном море, после взрыва рухнул в море в четырёх километрах к востоку от аэропорта Самборо. 45 человек погибло, двое были спасены вертолётом береговой охраны[43].
- 2 июня 1994 года по невыясненной причине «Чинук» Королевских ВВС Великобритании врезался в склон мыса Малл-оф-Кинтайр. Погибли все 4 члена экипажа и 25 пассажиров, сотрудников MI5.
- 29 мая 2001 года «Чинук» южнокорейской армии при установке скульптуры на Олимпийском мосту в Сеуле задел её несущим винтом. Фюзеляж разломился, одна часть упала в реку, вторая — на мост и загорелась. Все три члена экипажа погибли[44][45].
- 11 сентября 2004 года «Чинук», принадлежавший греческой армии, потерпел крушение в северной части Эгейского моря. Погибло 17 человек.
- 6 августа 2011 года вертолёт НАТО Чинук CH-47 сбит ракетой с земли в афганской провинции Вардак, к западу от Кабула. Погибли все 38 человек, находящиеся на борту. В вертолёте находились американские и афганские военнослужащие: 22 бойца «Морских котиков» (SEAL) из Военно-морской специальной группы (NSWDG; SEAL, подразделение 6), 5 военнослужащих 160-го авиационного полка специального назначения, 3 военнослужащих управления боевых диспетчеров ВВС США, военный кинолог, гражданский переводчик, 7 солдат из спецназа Национальной армии Афганистана и служебная собака.
- 21 июля 2022 года катастрофа вертолета CH-47D в ходе тушения пожаров в штате Айдахо. Оба пилота погибли.
- 11 июня 2023 года MH-47 армии США потерпел крушение при посадке близ города Эль-Хасака на северо-востоке Сирии. По меньшей мере 22 американских военнослужащих, входящих в состав спецподразделения «Дельта», получили ранения. 15 из них были эвакуированы самолётом в региональный медицинский центр «Ландштуль[англ.]»[46][47].
- 20 июня 2023 года в 12:10 CH-147F, приписанный к 450-й эскадрилье[англ.] ВВС Канады, рухнул в реку Оттава недалеко от гарнизона «Петавава» в провинции Онтарио. На борту находилось четверо военнослужащих, двоих выживших доставили в больницу в Пемброке[48][49].

## Эксплуатанты

### Военные
- Аргентина

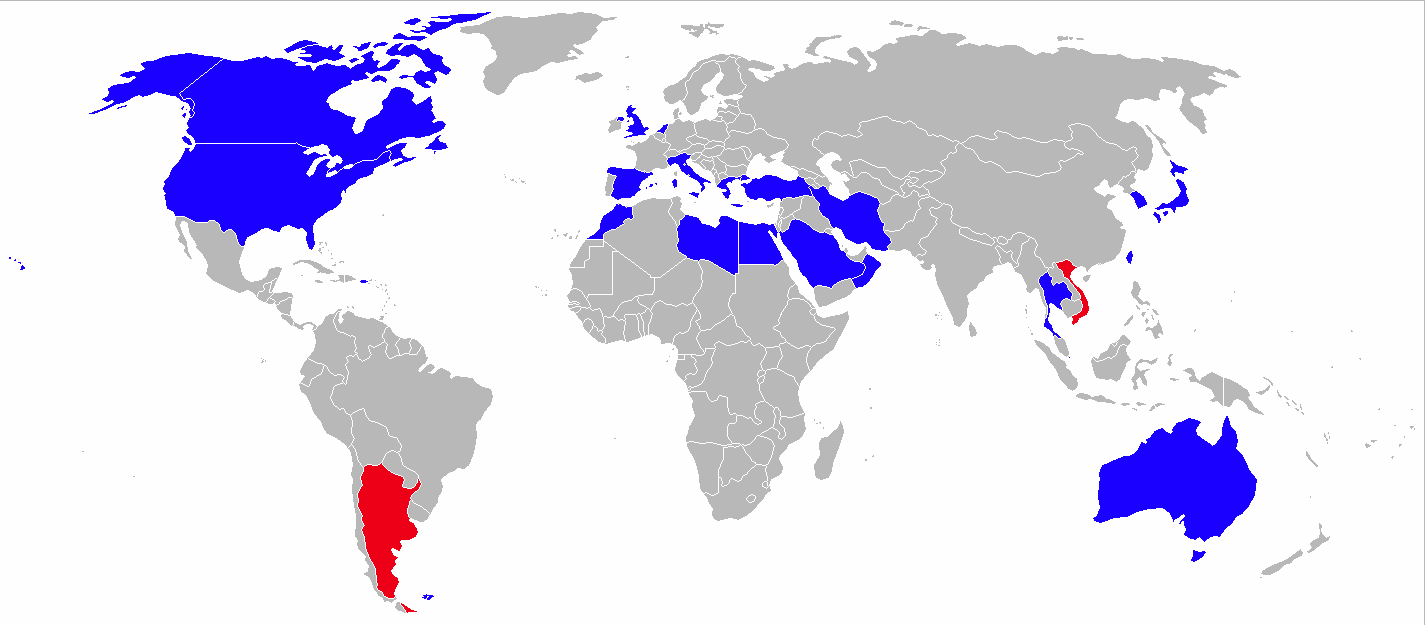
Страны-пользователи вертолёта CH-47 Chinook

  - Армейская авиация Аргентины — 3 ед.[50]
  - ВВС Аргентины — 3 ед. (списаны в 2004)[50]
- Австралия — 4 CH-47D и 7 CH-47F, по состоянию на 2016 год[51]
- Великобритания — 38 CH-47D, 8 CH-47SD и 14 CH-47F по состоянию на 2024 год[52]

- Вьетнам

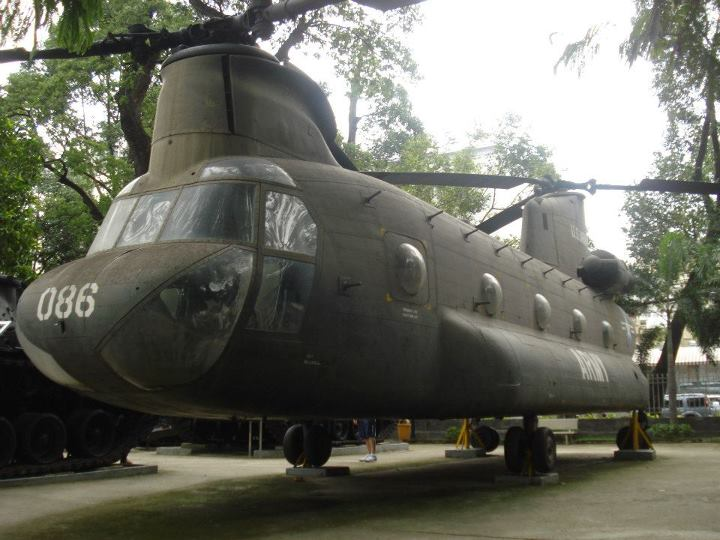
Трофейный южновьетнамский CH-47 в музее Вьетнама

- Греция — 19 CH-47D и 6 CH-47SD по состоянию на 2024 год[53]
- Нидерланды — 20 CH-47F по состоянию на 2024 год[54]
- Египет
- Индия — 5 единиц CH-47F(I) по состоянию на февраль 2019 года, всего заказано 15 единиц[55]
- Иран — 20 CH-47C и более 2-х CH-47, по состоянию на 2016 год[56]
- Испания — 13 CH-47D (обозначаются HT-17D) и 4 CH-47F по состоянию на 2024 год[57]
- Италия — 16 CH-47F по состоянию на 2024 год[58]
- Канада — 15 CH-47F, по состоянию на 2016 год[59]
- Ливия — 2 CH-47C, по состоянию на 2016 год[60]
- Марокко — 10 CH-47D, по состоянию на 2016 год[61]
- ОАЭ — 22 CH-47F, по состоянию на 2016 год[62]
- Сингапур — 10 CH-47SD и 6 CH-47D, по состоянию на 2016 год[63]
- США — 325 CH-47F, 75 CH-47D и 68 MH-47G, по состоянию на 2016 год[64]
- Таиланд — 5 CH-47D, по состоянию на 2016 год[65]
- Тайвань — 8 CH-47SD, по состоянию на 2016 год[66]
- Турция — 11 CH-47F по состоянию на 2024 год[67]
- Южная Корея — 31 CH-47D, 6 MH-47E и 5 HH-47D, по состоянию на 2016 год[68]
- Япония — 27 CH-47D (CH-47J), 30 CH-47JA и 15 CH-47, по состоянию на 2016 год[69]

### Гражданские
- Великобритания
- Канада
- КНР
- Норвегия
- США
- Тайвань
- Эквадор

## Тактико-технические характеристики

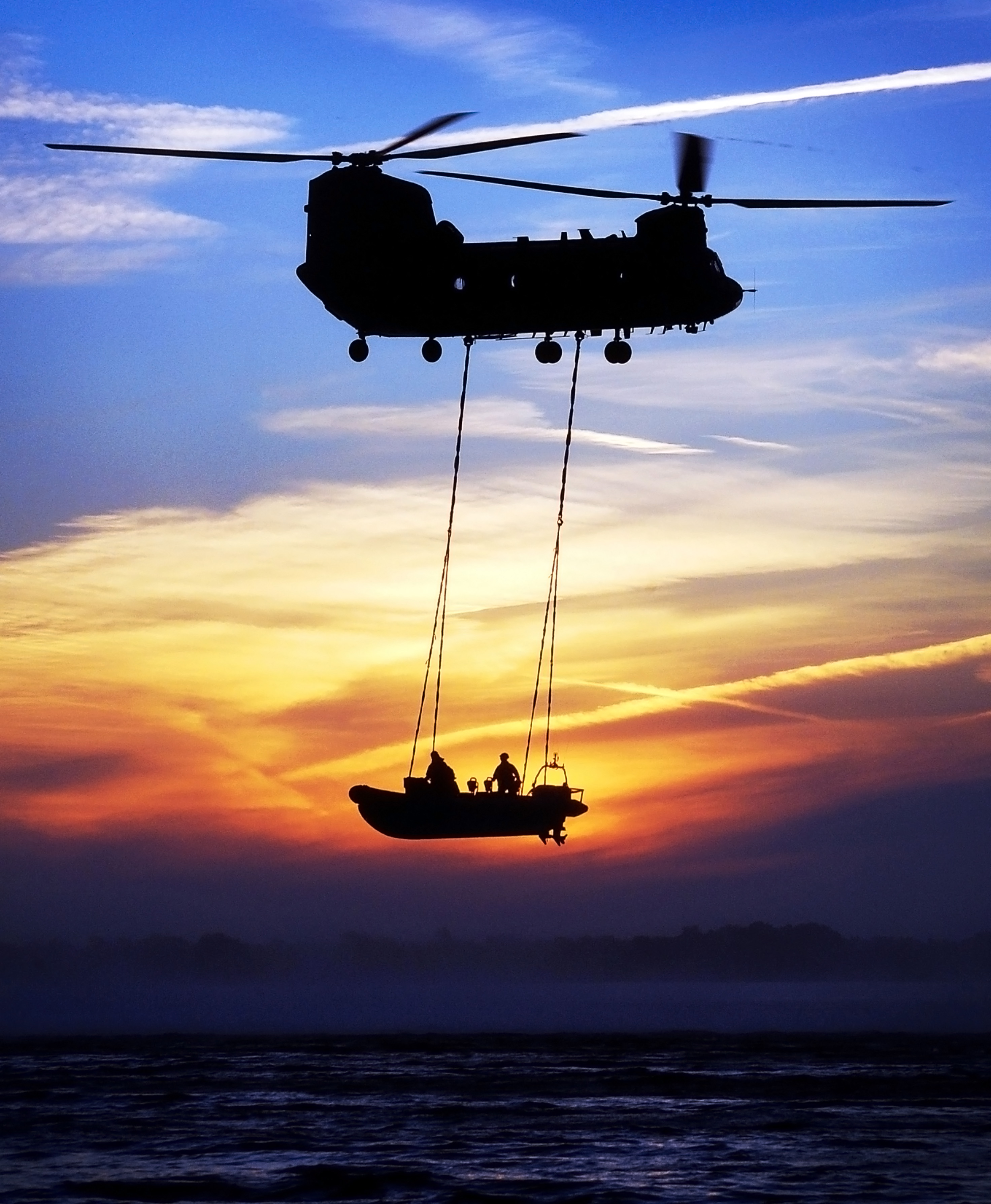
Британский CH-47 перевозит катер с морскими пехотинцами на учениях

Приведённые характеристики соответствуют модификации MH-47E.
Источник данных: Jane's .

Технические характеристики
- Экипаж: 2-3 человека (2 пилота, борттехник или командир операции)
- Пассажировместимость: 33-55 солдат или 24 лежачих больных с 2 сопровождающими
- Длина: 30,14 м
- Длина фюзеляжа: 15,87 м (без штанги дозаправки)
- Диаметр несущего винта: 18,29 м (каждый)
- Высота: 5,59 м
- Площадь, ометаемая несущим винтом: 525,3 м²
- База шасси: 7,87 м
- Масса пустого: 12210 кг
- Нормальная взлётная масса: 22680 кг
- Максимальная взлётная масса: 24494 кг
- Масса полезной нагрузки: до 8164 кг внутри кабины либо до 10341 кг на внешней подвеске
- Масса топлива во внутренних баках: 6815 кг
- Объём топливных баков: 7828 л (+3 × 3028 л дополнительных бака в грузовом отсеке)
- Силовая установка: 2 × турбовальных Honeywell T55-L-714
- Мощность двигателей: 2 × 4168 л.с. (2 × 3108 кВт)

Лётные характеристики
- Максимальная скорость: 285 км/ч
- Крейсерская скорость: 259 км/ч
- Боевой радиус: 935 км
- Перегоночная дальность: 2333 км
- Практический потолок: 3090 м
- Статический потолок:  
  - с использованием эффекта земли: 1675 м
  - без использования эффекта земли: 2985 м
- Скороподъёмность: 9,35 м/с
- Тяговооружённость: 229,4 Вт/кг (на трансмиссию при максимальной взлётной массе)

Вооружение
- Стрелково-пушечное: 3 × 7,62 мм пулемёта (2 в дверях и 1 на рампе)

Габариты грузовой кабины
- Длина: 9,19 м
- Ширина: 2,51 м
- Высота: 1,98 м
- Площадь пола: 21,0 м²
- Полезный объём: 41,7 м³

## Отражение в культуре

CH-47 эвакуирует ливийский Ми-24, Чад, 1988

- «Чинук» появляется в компьютерных играх ArmA 2: Operation Arrowhead, Arma 3, Battlefield Vietnam, Operation Flashpoint, Call of Duty: Black Ops, Command & Conquer: Generals — Zero Hour, Joint Operations: Typhoon Rising, DCS: Ка-50 Чёрная акула, DCS World, Command & Conquer: Renegade, Medal of Honor, Warface, GTA V,Rust, Wargame: Red Dragon и Wargame: Airland Battle.